# Méry-sur-Cher
Méry-sur-Cher là một xã thuộc tỉnh Cher trong vùng Centre-Val de Loire miền trung Pháp.

## Dân số
| 1962                                | 1968 | 1975 | 1982 | 1990 | 1999 | 2004 |
| ----------------------------------- | ---- | ---- | ---- | ---- | ---- | ---- |
| 490                                 | 515  | 534  | 555  | 601  | 625  | 656  |
| Từ năm 1962 Dân số không tính trùng |      |      |      |      |      |      |